# هگزتال
هگزتال (انگلیسی: Hexethal) یک مشتق باربیتورات است که دارای خواص آرام بخش، ضداضطراب، شل‌کننده عضلانی و ضدتشنج است و عمدتاً به عنوان بی‌حس‌کننده در دامپزشکی استفاده می‌شد.